# Eryks (mitologia)
Eryks (gr. Éryks) – w mitologii greckiej syn Posejdona i Afrodyty. Władał ludem Elymów na Sycylii. Ukradł byka ze stada Heraklesa. Gdy ten upomniał się o swoją własność, Eryks pysznił się swoją siłą wyzywając do walki Heraklesa, który zgodził się walczyć o władzę nad królestwem. Heros pokonał go trzykrotnie, w końcu uśmiercając. Wyrzucił Eryksa w powietrze, a ten roztrzaskał się upadając. Jednak Herakles nie przejął królestwa. Oddając je Elymom, zapowiedział, że zrobi to jego potomek. Tak też się stało, Dorieus założył na Sycylii kolonię. Od imienia Eryksa nazwano górę i miasto na Sycylii, gdzie była świątynia Afrodyty.